# Foton Grand General
Foton Grand General/Dajiangjun (кит.: 福田 大将军) — пикап, выпускаемый компанией Foton в 2021 году.

## Описание

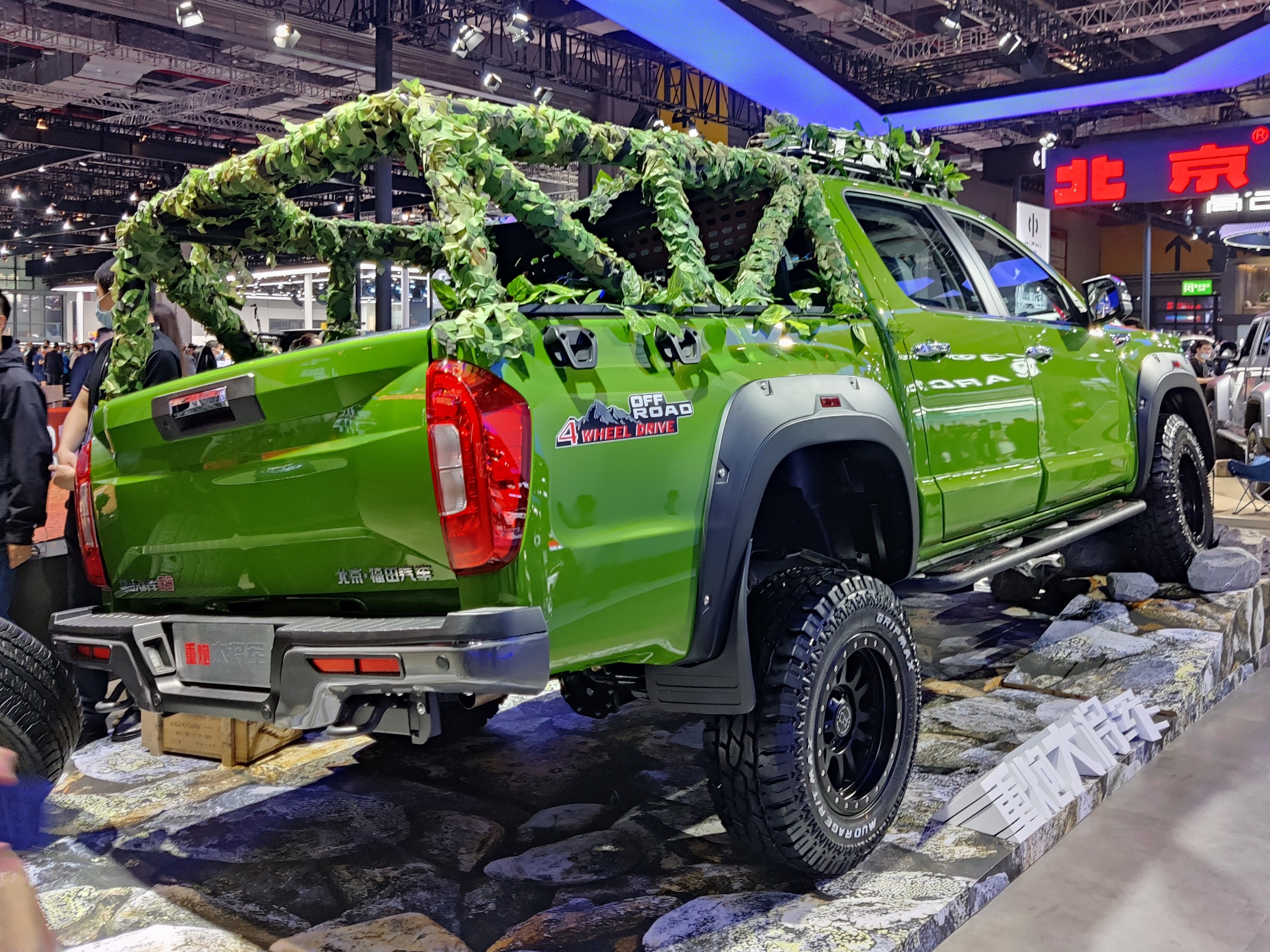
Вид сзади

Автомобиль Foton Grand General базирован на той же платформе, что и Foton Tunland Yutu. Автомобиль оснащался тремя двигателями внутреннего сгорания: газомоторным и дизельным объёмом 2 литра, а также дизельным объёмом 2,5 литра.
Двигатель 4G20TI5 выдаёт мощность 238 л. с., двигатель 4F20TC выдаёт мощность 163 л. с., а двигатель VM 2.5T выдаёт мощность 150 л. с. Цена автомобиля 129800 юаней.
Дизайн позаимствован у модели Ford F-150.